# Gemeindehaus St. Michaelis (Hamburg-Neustadt)

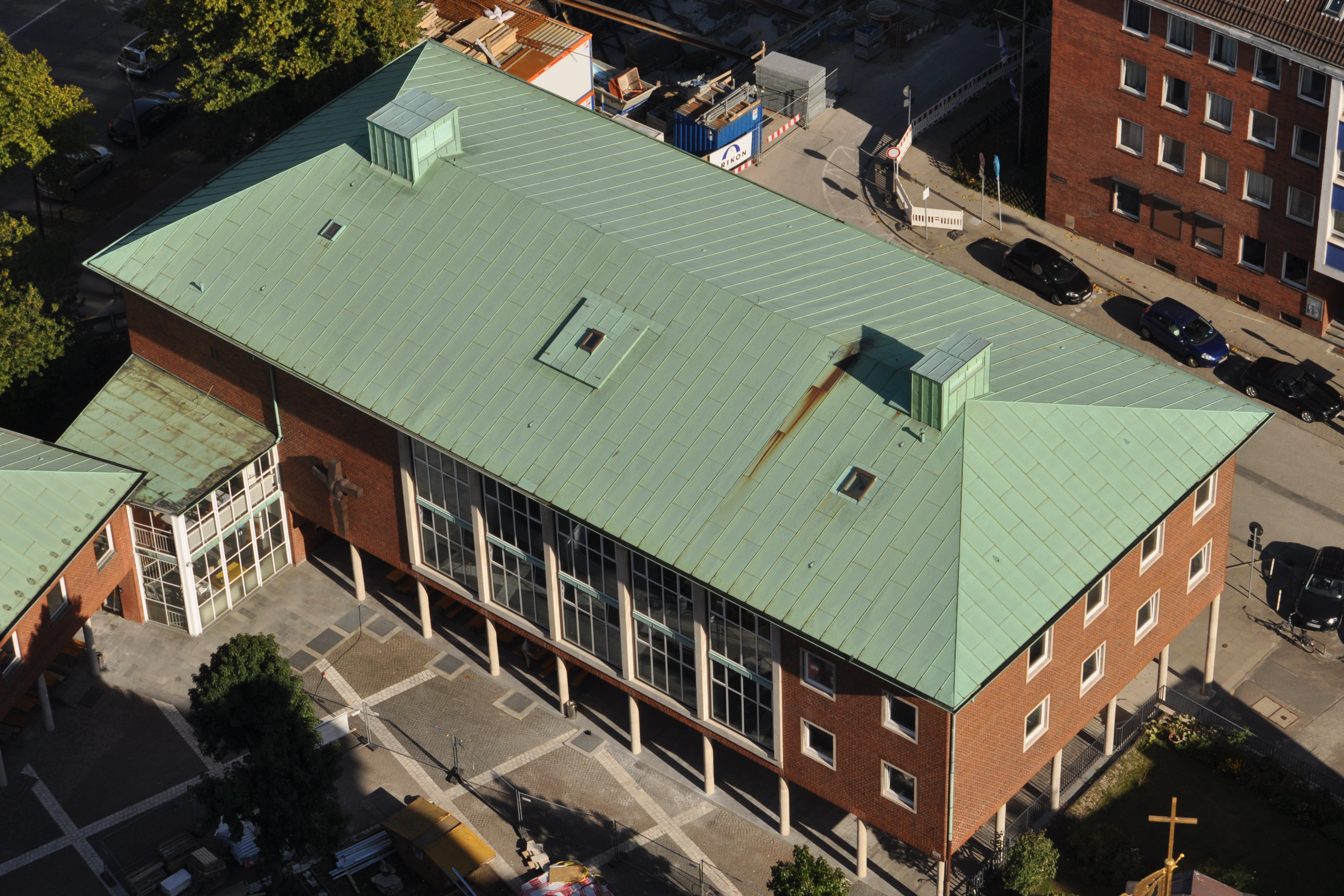
Luftaufnahme des größten Gebäudes im östlichen Teil

Das Gemeindehaus St. Michaelis liegt im Hamburger Stadtteil Neustadt. Es ist ein aus insgesamt sechs Gebäuden bestehender Komplex in unmittelbarer Umgebung der Hauptkirche Sankt Michaelis und markiert entlang der Straßen Krayenkamp, Englische Planke und Ludwig-Erhardt-Straße die äußere Begrenzung des Kirchengrundstückes. Der östliche Teil trägt die Adresse Krayenkamp 4a bis c und 8 der westliche Englische Planke 1, 1a, 1b und 9.

## Vorgängerbauten

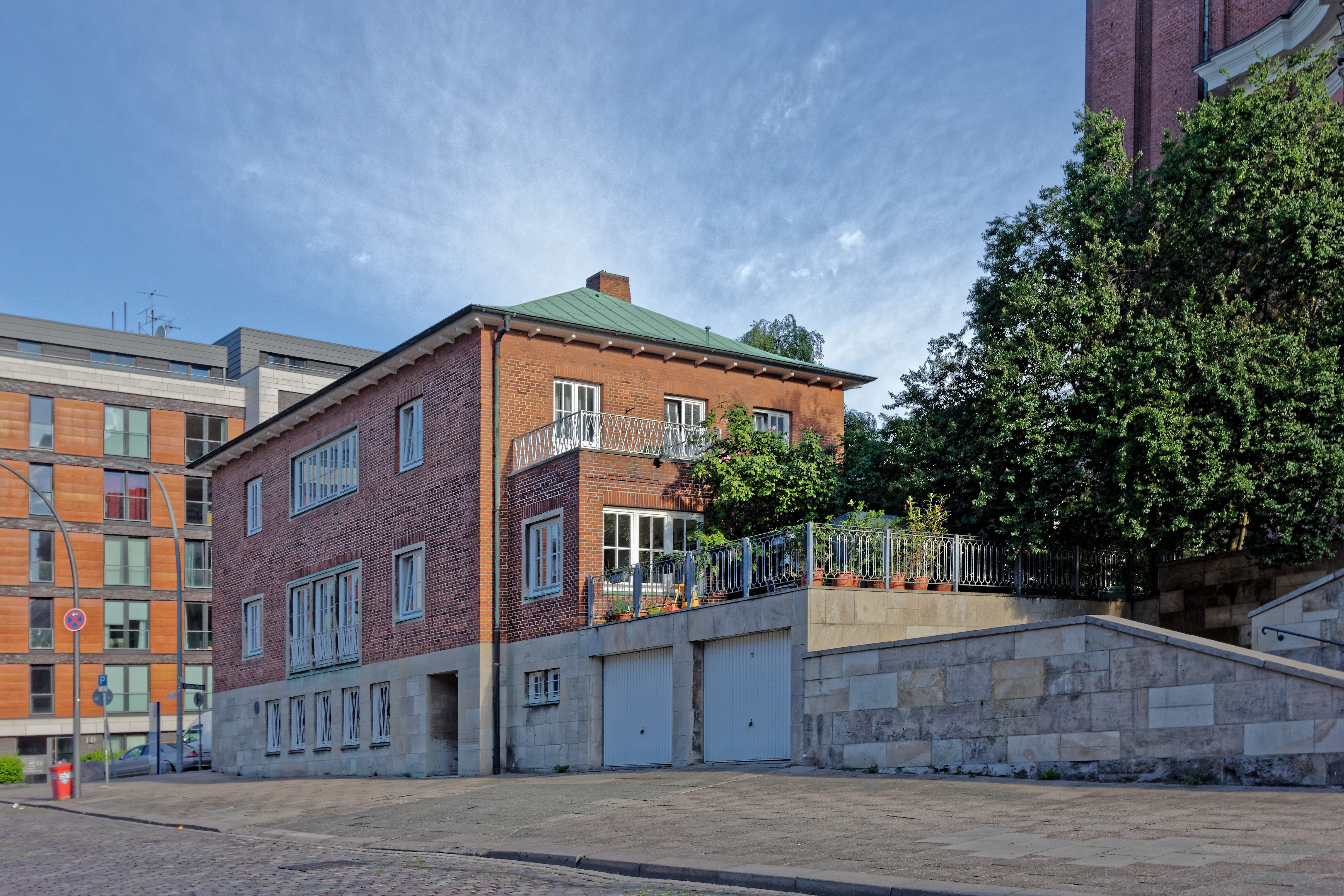
Haus Englische Planke 9 an der Stelle des ehemaligen Schumacher-Pastorats. Die heutigen Garagen markieren ungefähr den Standort der Säulenhalle. Rechts am Bildrand ein Teil der Treppenanlage.

Mit dem Wiederaufbau des Michels nach dem Brand vom Juli 1906 entstand südwestlich der Kirche ein Pastorat nach einem typischen Entwurf von Fritz Schumacher. Es war ein im Vergleich zur Kirche recht schlichter Backsteinbau, der trotz seiner drei Stockwerke neben dem Kirchturm zurückhaltend wirkte. An der Ostseite des Gebäudes gab es eine offene Säulenhalle mit einem Denkmal für Ernst Georg Sonnin. Auch der weitere Kirchplatz zum Krayenkamp wurde durch Schumacher neu gestaltet. Hier entstand eine Sandsteinmauer mit einer Treppenanlage, die den Höhenunterschied von der Straße zur Kirche überwand und an deren oberen Ende ein von Richard Kuöhl entworfener Brunnen stand.
Zu dieser Zeit baute man auch östlich der Kirche zwischen Krayenkamp und Pastorenstraße ein meist als „Hauptpastorat“ bezeichnetes mehrstöckiges Gebäudeensemble mit einem Innenhof, das Pastorate, Heizungsanlagen für den Michel, Wohnungen für Kirchenbedienstete und Gemeinderäume umfasste. Seine Planung leiteten Julius Faulwasser, Emil Meerwein und Hermann Geißler. Diese im neobarocken Stil gehaltenen Gebäude waren in die umliegende Wohnbebauung integriert und daher weit weniger auffällig als Schumachers fast freistehendes Gebäude.
Die Pastorate, das Gemeindehaus und ein großer Teil der Außenanlagen wurden während der Bombardierung Hamburgs im Zweiten Weltkrieg zerstört. Nur die Fassade des Hauptpastorates, die Mauer und die Treppe zum Krayenkamp blieben teilweise erhalten.

## Bau und Geschichte

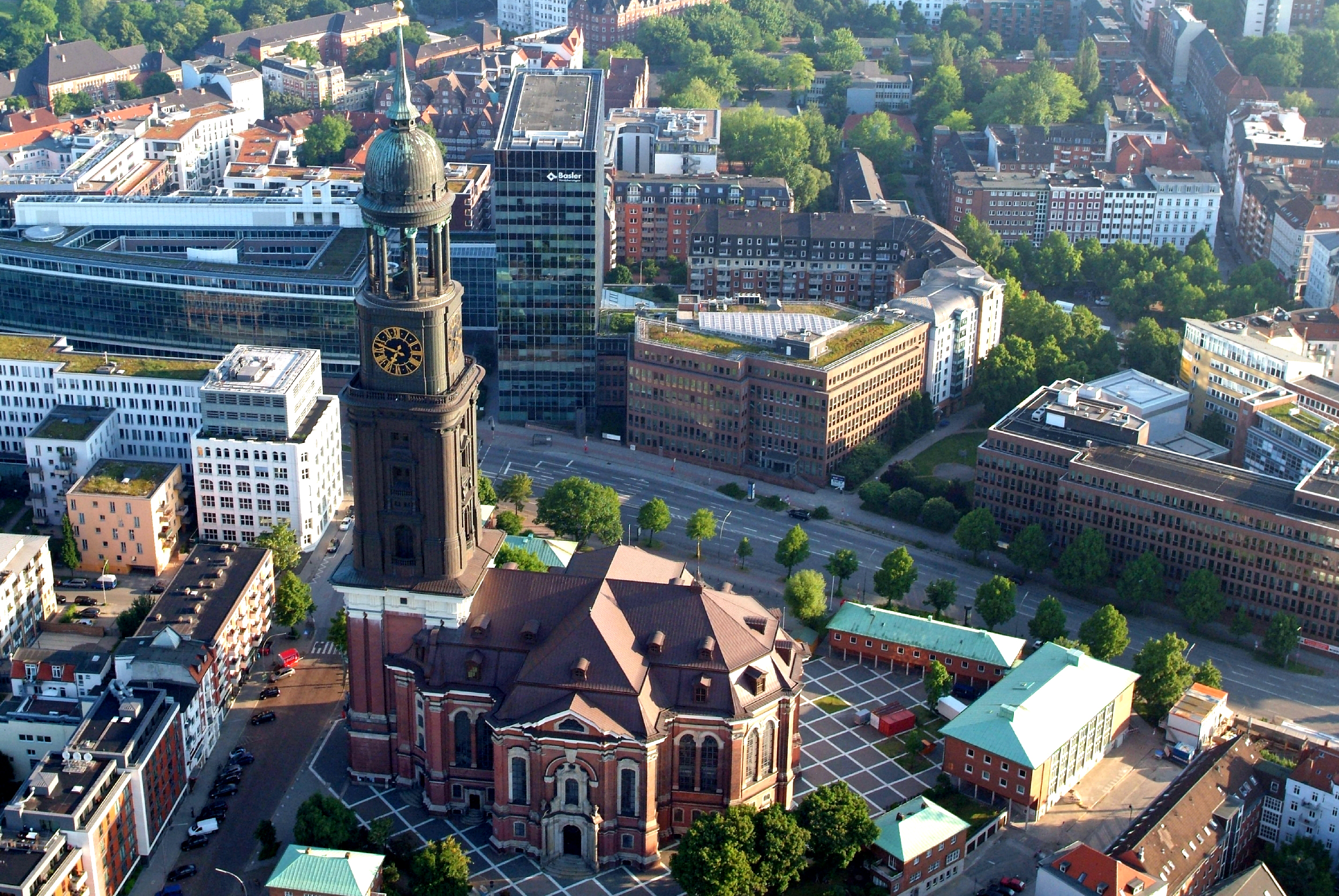
Luftaufnahme von Süden. Zu erkennen ist die Anordnung der Gebäude rund um den Michel an ihren grünen Kupferdächern.

Mit dem Wiederaufbau des Michels und seiner Umgebung wurde ab 1946 Gerhard Langmaack beauftragt, der schon seit 1943 die notwendigen Reparaturen an der Kirche leitete. Langmaack verfolgte bei der Konzeption der Gemeindehäuser die Idee eines Schutzwalles für die Kirche und ihrer Gemeindemitglieder „gegen die maßstabslose und gemeinschaftstörende Außenwelt, wie sie sich gerade in dem Verkehr offenbart.“
Bereits früh in den Planungen stand fest, dass es an der Stelle des alten Schumacher-Pastorates an der Südwestecke des Geländes wieder einen Neubau geben sollte. Alle weiteren Vorstellungen mussten sich nach der Streckenführung der neuen Ost-West-Straße richten, die erst 1953 endgültig feststand. Die sehr ambitionierten Pläne der Gemeinde sahen eine Vielzahl unterschiedlich nutzbarer Gebäude vor, die sich hauptsächlich entlang der neuen Ost-West-Straße und des Krayenkamps befinden sollten. Das größte Gebäude sollte an der Ecke Ost-West-Straße/Krayenkamp entstehen und unter anderem einen Veranstaltungssaal für 450 Personen enthalten. Darüber hinaus waren in der Gebäudegruppe Wohnungen für Pastoren und Kirchenbedienstete, Büros, Übungsräume und weitere Veranstaltungsräume für bis zu 60 Personen gewünscht. Sämtliche Zugänge zu den Gebäuden waren von der Kirchenseite geplant, der Zugang zum Platz zwischen den Gebäuden und der Kirche sollte über drei breite Treppenflächen vom Krayenkamp, von der Englischen Planke und von der Ost-West-Straße her erfolgen.
Das konkrete Baukonzept lag im Oktober 1954 der Stadt Hamburg und dem Denkmalschutzamt vor und umfasste neben kleineren Anpassungen auch die auffälligen Kolonnadengänge auf der Innenseite des Platzes. Es wurde in den Folgejahren schrittweise und angepasst an die umfangreichen Straßenbaumaßnahmen für die Ost-West-Straße umgesetzt. Zuerst entstanden die kleinen Pastorate an der Englischen Planke und am Krayenkamp, danach folgten das große Gemeindegebäude und das Verwaltungsgebäude an der Nordostecke des Areals. Die Pastorate an der Nordwestecke wurden als letzte und nicht mehr vollständig nach den Vorstellungen Langmaacks errichtet.
Die Einweihung der Gesamtanlage erfolgte am 7. April 1957.

## Ausstattung
Die Gebäude sind in einem einheitlichen bewusst schlichten Stil gehalten, um „die starke barocke Note der [...] Michaeliskirche durch Anordnung und Stil der um sie entstehenden neuen Bauten [... zu] steiger[n].“ Am Gemeindehaus bestimmen große zusammenhängende Fensterbereiche und eine Verbindung zum Verwaltungstrakt über ein verglastes Treppenhaus das Bild. Alle Kellerbereiche und Untergeschosse sind mit Werkstein verkleidet, wodurch der Eindruck eines Sockels für die Kirche verstärkt wird. Die verklinkerten Außenfassaden sind kaum verziert und hauptsächlich durch Fensterrahmen und -erker gegliedert, die aus dem gleichen Stein bestehen, der für die Verkleidung der Untergeschosse verwendet wurde.
Die Gestaltung der Innenräume und deren Möblierung sind typisch für den Stil der 1950er-Jahre. So wurden unter anderem die Decken vom Hamburger Maler Franz Porsche mit geometrischen Mustern geschmückt, für die Beleuchtung hauptsächlich Messing und mattiertes Glas als Material verwendet und die Böden mit Solnhofer Platten ausgelegt. Der Hauptsaal ist sorgfältig geplant, er liegt gut durch Tageslicht beleuchtet im ersten Stock und erstreckt sich mit seiner geschwungenen seitlichen Empore über zwei Stockwerke. Man erreicht ihn über ein großzügig gestaltetes Foyer im Erdgeschoss und eine elegante Treppenanlage.

## Nutzung
Die Anlage bietet genug Platz für Pastorate sowie Verwaltungs- und Technikräume. Die Verwaltungsräume liegen mehrheitlich an der Nordseite der Anlage, die Pastorate entlang der westlichen und südlichen Grenze. Die drei großen Veranstaltungsräume im östlichen Teil der Anlage sind für 450, 80 und 40 Personen ausgelegt, sie dienen nicht nur kirchlichen Zwecken, sondern werden auch für andere Nutzungen vermietet.

## Denkmalschutz und Sanierung
Eine umfangreiche Sanierung erfolgte 2011 bis 2015 durch das Architekturbüro Plan-R. Dabei wurden nachträgliche Umbauten, die für die Entstehungszeit untypisch waren, zurückgebaut, die Innenräume barrierefrei gestaltet, die Schall- und Wärmedämmung verbessert und alle Sanitäranlagen erneuert. Eine besondere Herausforderung der Sanierung war es, die Deckenbemalung wieder in den ursprünglichen Formen und Farbtönen zu rekonstruieren.

## Fotografien und Karte
Koordinaten: 53° 32′ 55″ N, 9° 58′ 48,1″ O

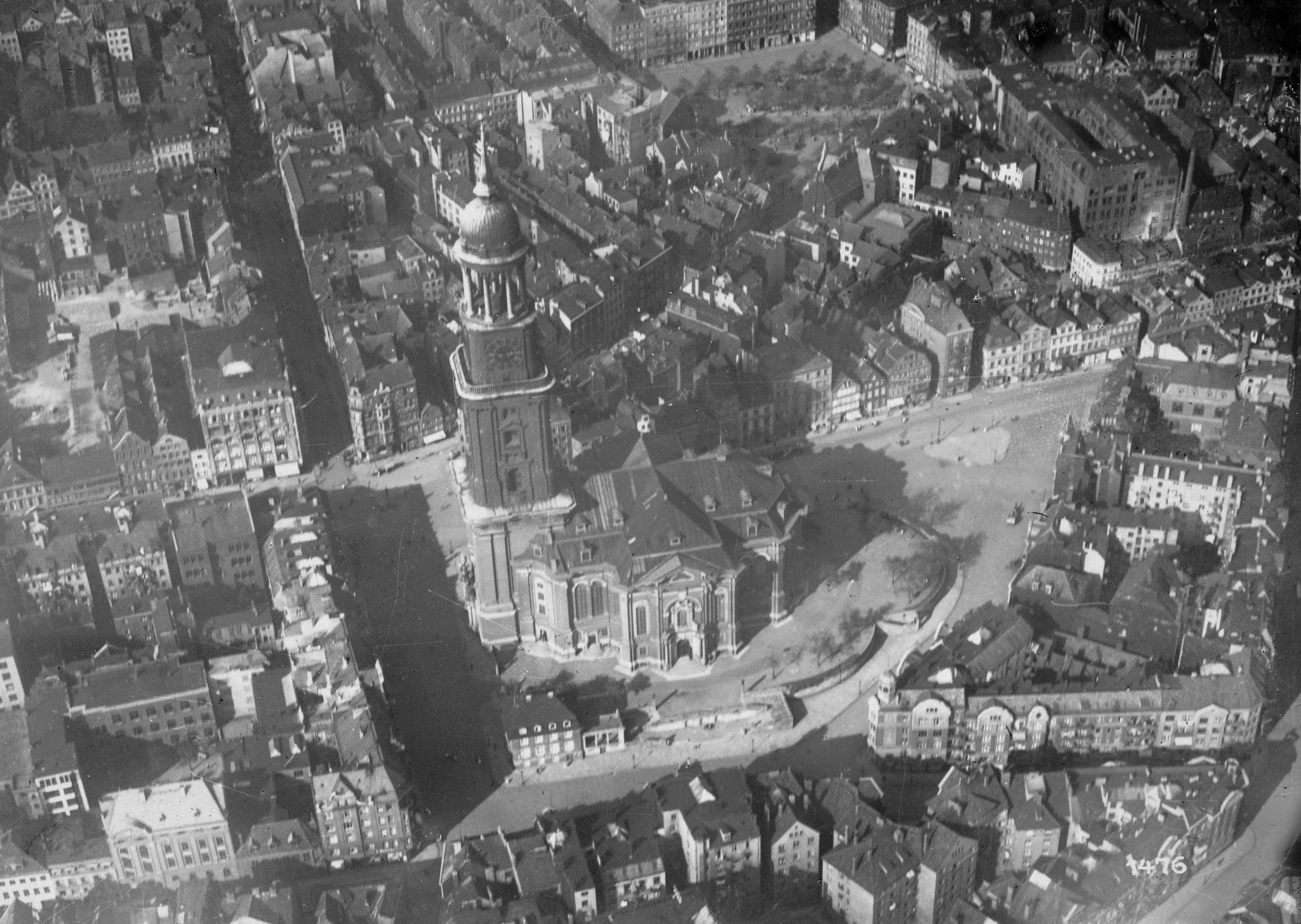
Zustand vor dem Zweiten Weltkrieg. Unten links ist die Säulenhalle erkennbar.
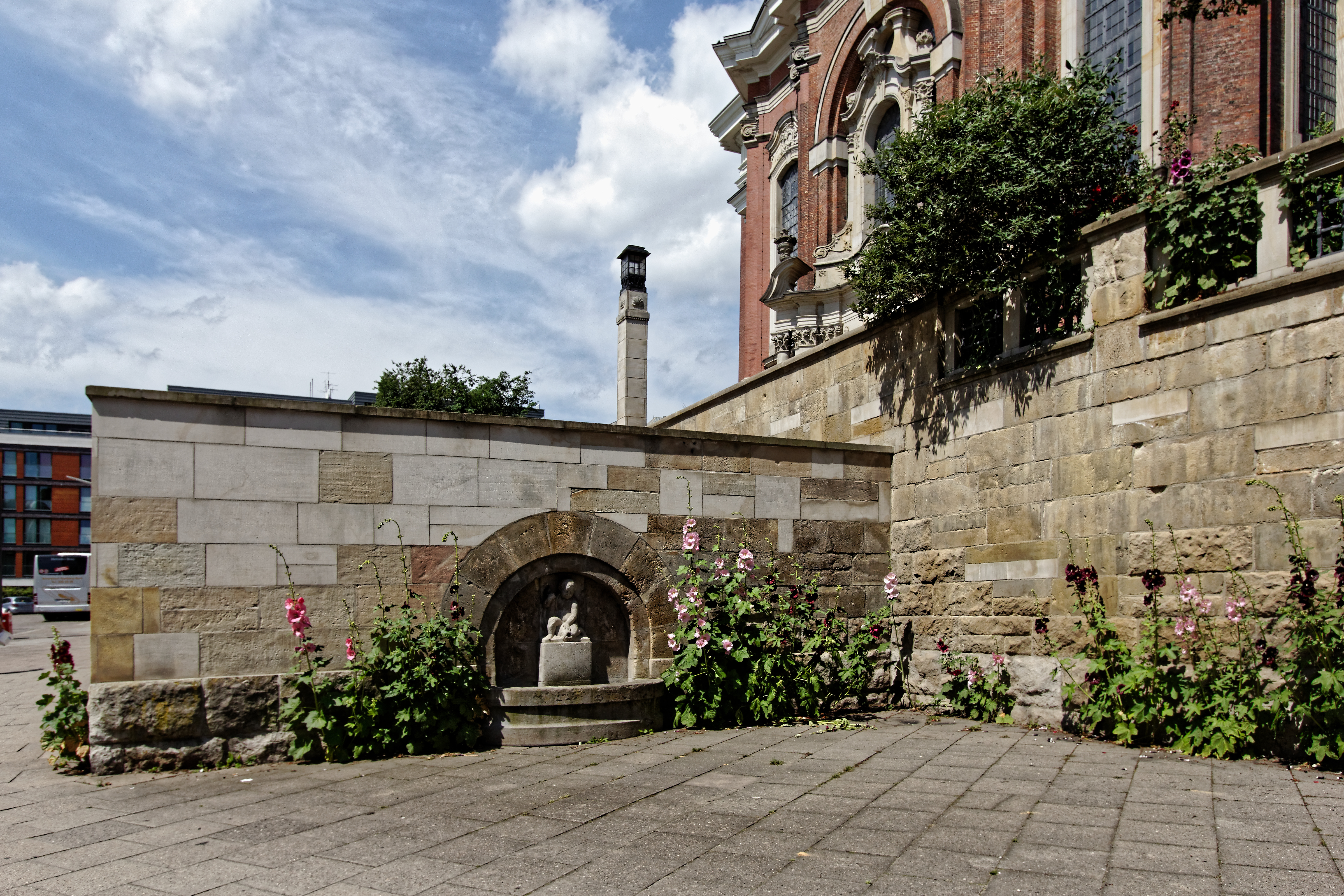
Rückseite der Treppenanlage zum Krayenkamp
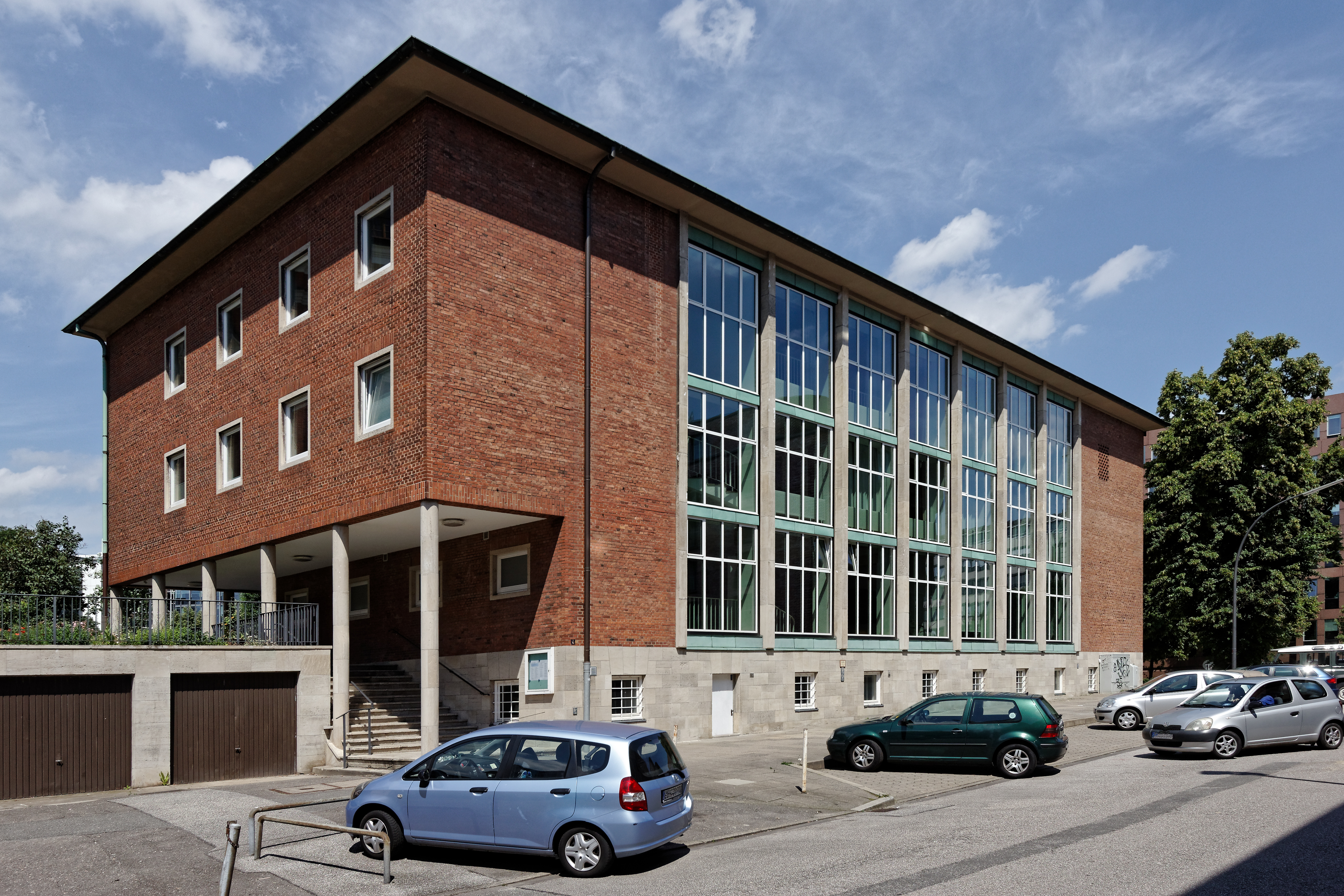
Gemeindehaus am Krayenkamp
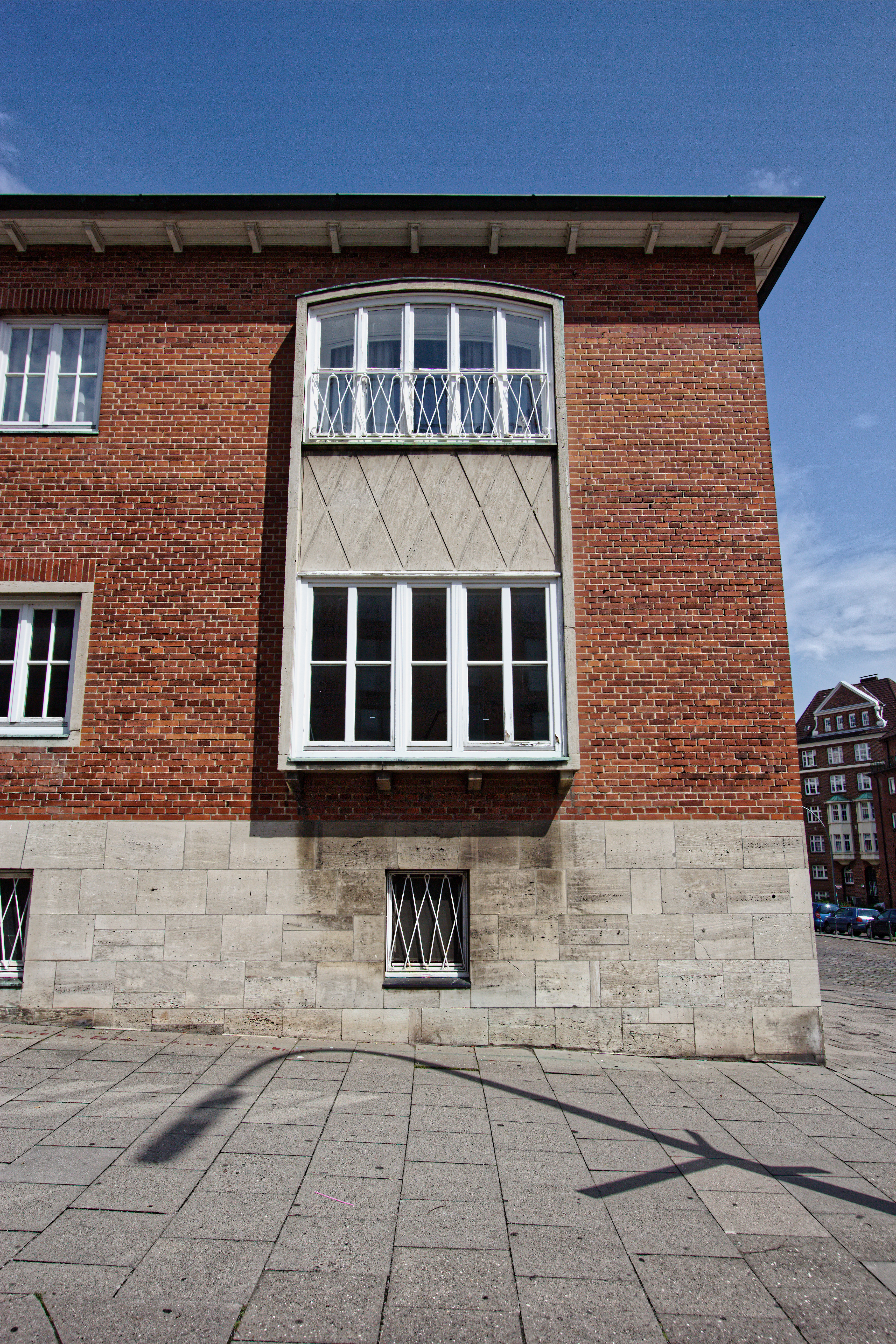
Fenstererker am südwestlichen Pastorat
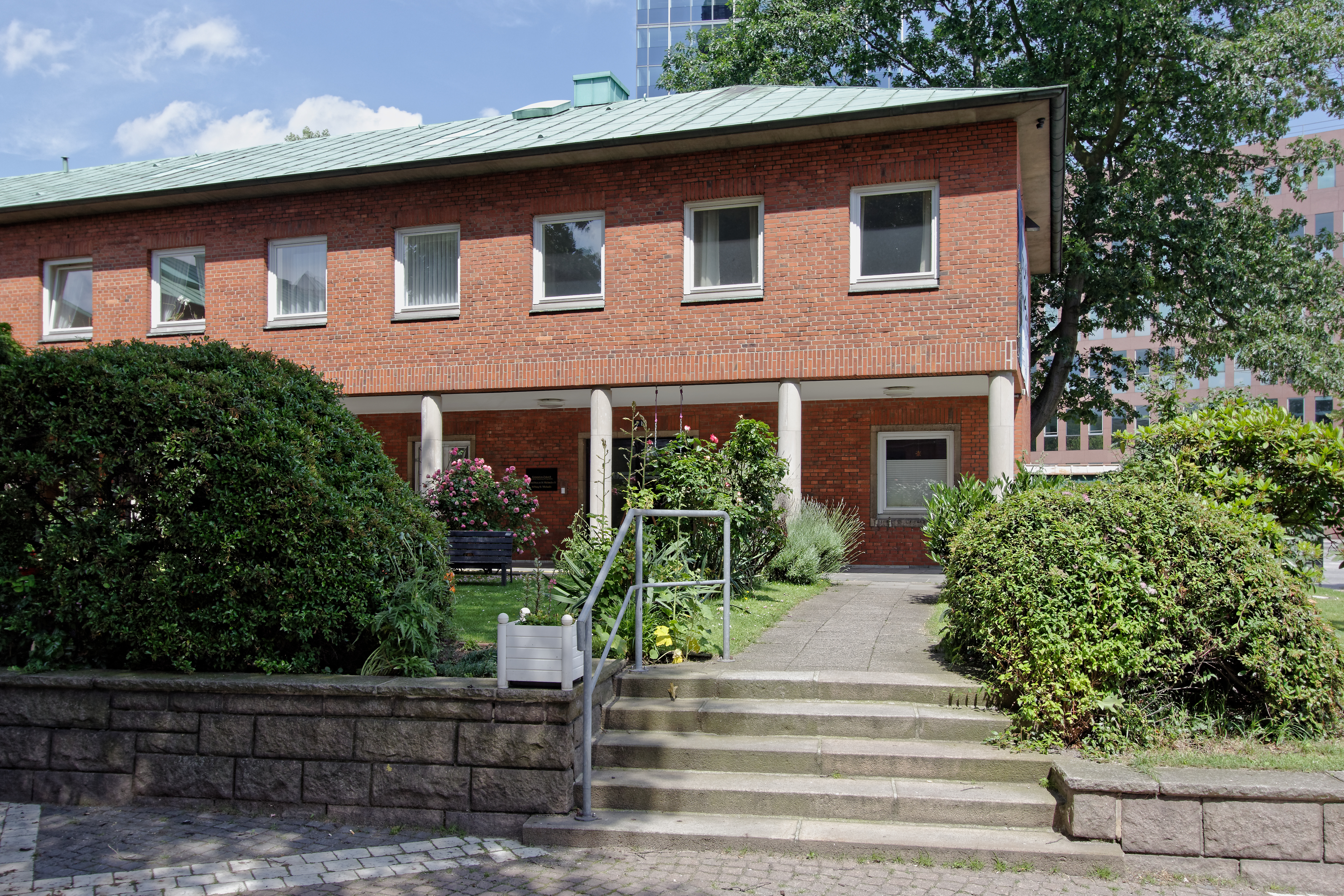
Verwaltungsgebäude im nordwestlichen Teil mit Kolonnadengang
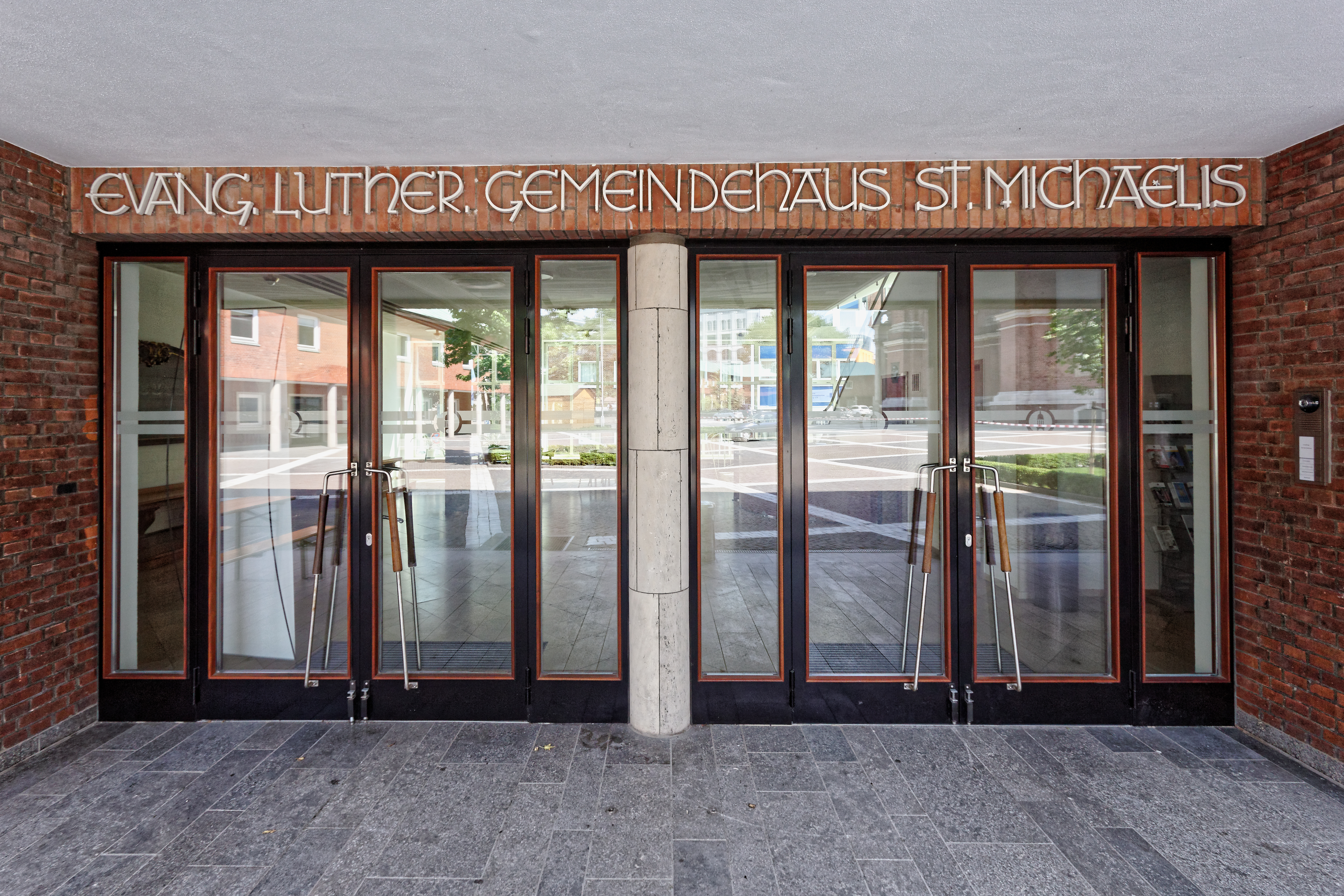
Haupteingang mit zeittypischer Türgestaltung